# Kunsthalle Kiel

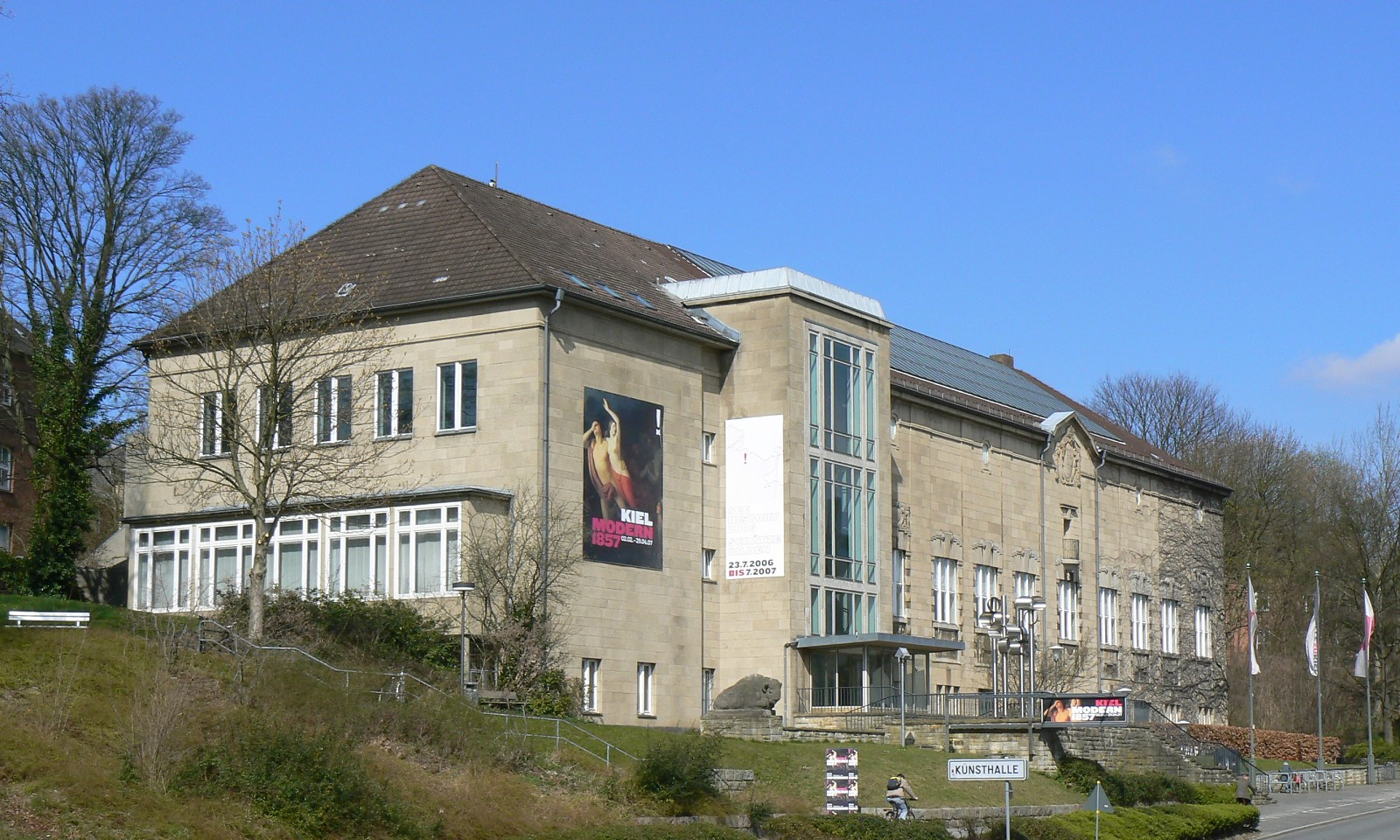
Kunsthalle Kiel

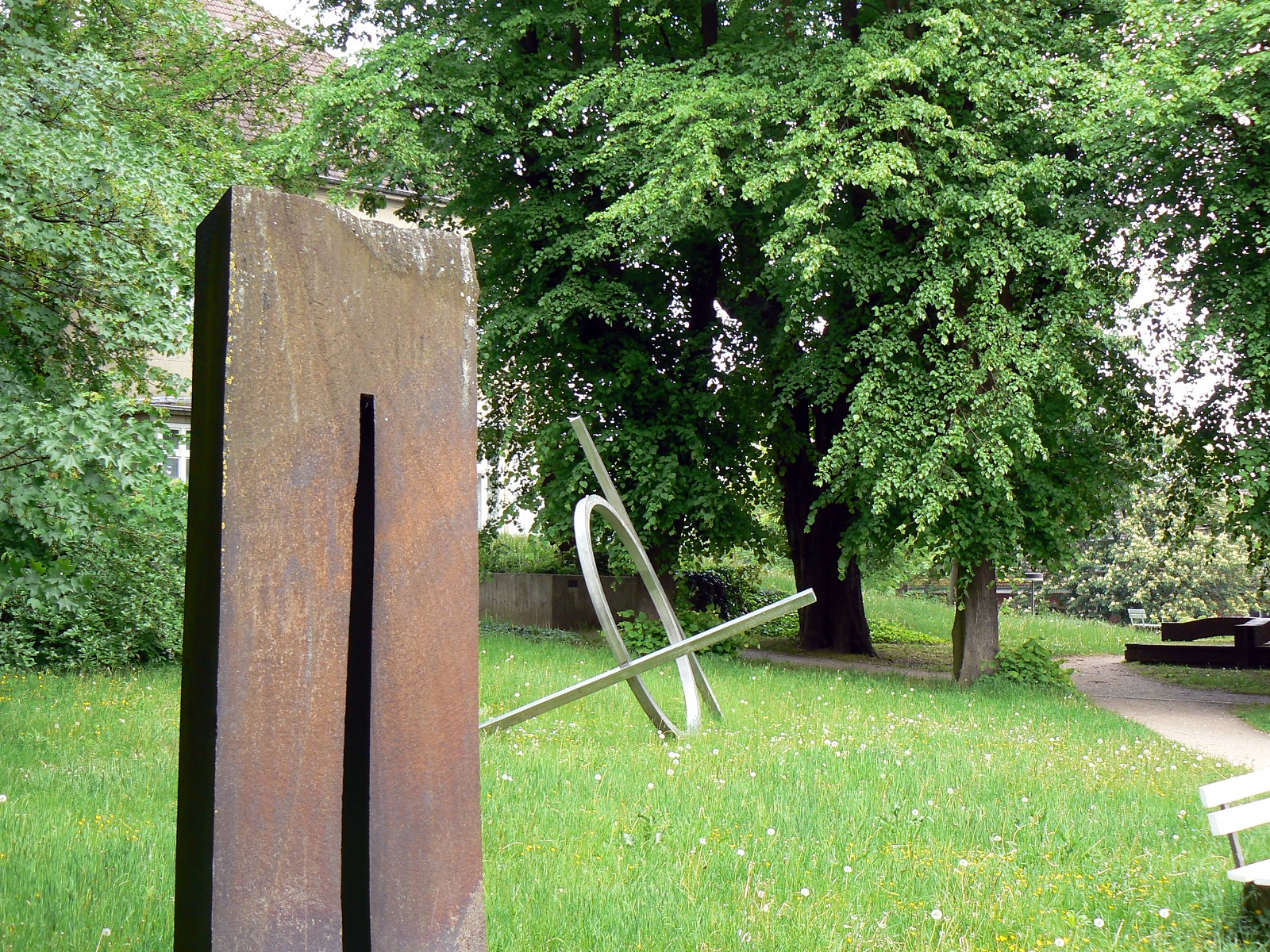
Skulpturer i skulpturparken

Kunsthalle Kiel (Konsthallen Kiel) är ett konstmuseum i Kiel i förbundslandet Schleswig-Holstein i Tyskland. 

## Byggnaden
Museibyggnaden  uppfördes 1909 och ligger omedelbart norr om Kiels centrum vid Kieler Förde, nära slottsparken. Huset har byggts i omgångar. Så har trapphallen tillkommit under 1950-talet och en ny utställningssal tagits i bruk 1986.
Allt som allt är utställningsytan 13.000 kvadratmeter, den största i en konsthall i Schleswig-Holstein. Utanför byggnaden finns en skulpturpark.

## Samlingar och utställningar
Grundstommen i museets samlingar är konst som samlats ihop av Schlesvig-Holsteins konstförening (Schleswig-Holsteinischer Kunstverein), vilken stiftades 1855. Grundsamlingen består till någon del av äldre verk, men framför allt konst från 1700- och 1800-talen. En stor del består av verk av lokala konstnärer. Av modern impressionistisk och expressionistisk konst finns målningar av bland annat Emil Nolde, konst från riktningen Nya sakligheten och internationell konst från perioden efter 1945. En stor del av samlingarna gick förlorad under åren 1933–1945.
År 1986 flyttade man in en mängd romerska antika reliefer, byster och andra skulpturer i både i form av original i marmor och som gipskopior eller andra avgjutningar. 
Kunsthallen är administrativt en del av Kiels universitet.